# بني وكيل الزاوية (أفسو)
بني وكيل الزاوية هي إحدى مشيخات المملكة المغربية، تتبع جغرافيا لإقليم الناظور وإداريًا لأفسو. يقدر عدد سكانها بـ 61 نسمة حسب الإحصاء الرسمي للسكان والسكنى لسنة 2004.